# 圖列茨河 (瓦赫河支流)

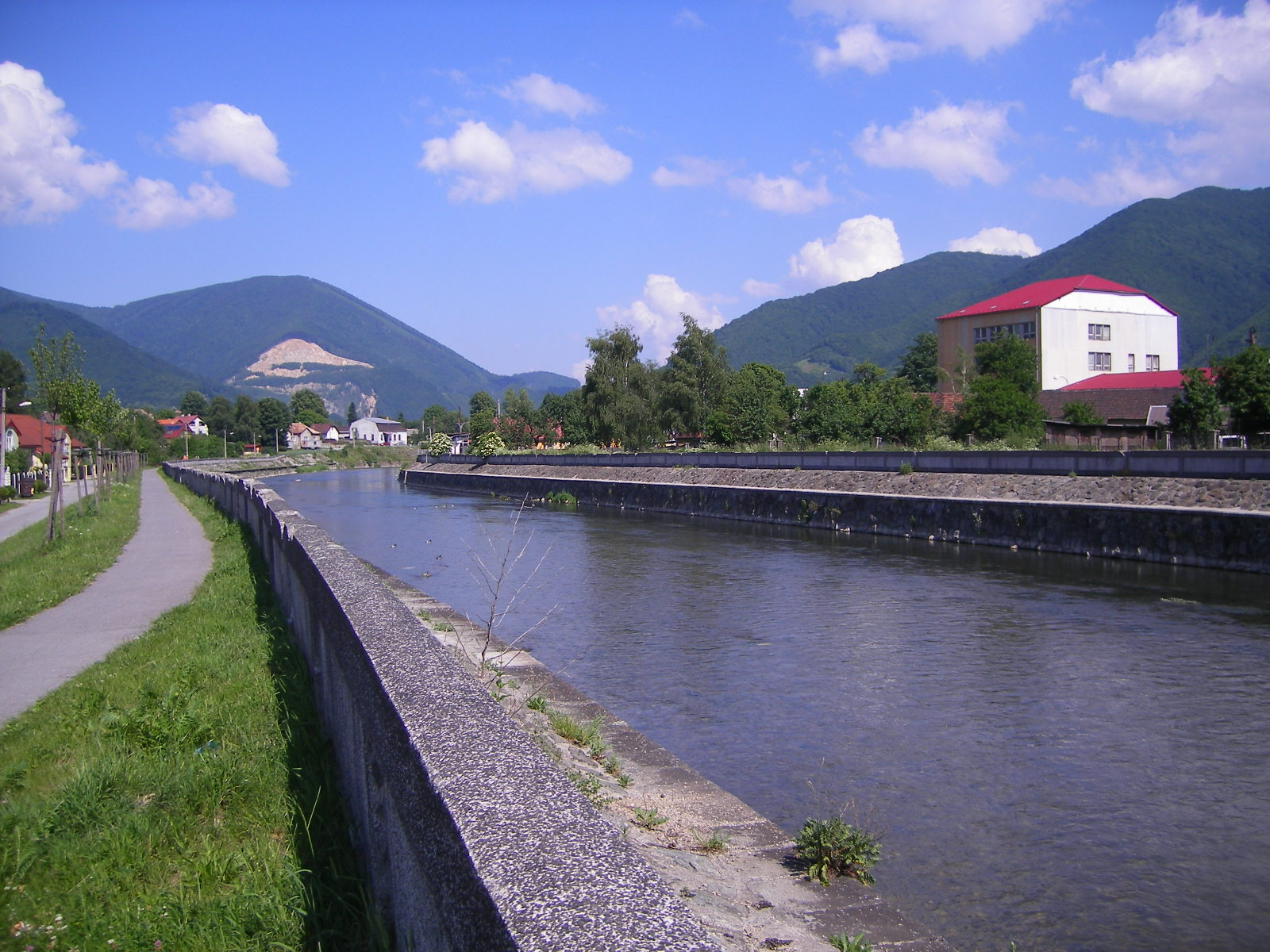

圖列茨河 (瓦赫河支流)是斯洛伐克的河流，位於該國西北部，屬於瓦赫河的支流，河道全長66公里，流域面積934平方公里，發源自大法特拉山，河畔城鎮有馬丁。
49°07′14″N 18°54′58″E / 49.1205°N 18.9162°E